# Sehnemobryum
Sehnemobryum là một chi rêu trong họ Orthotrichaceae.